# Polska Rada Biznesu

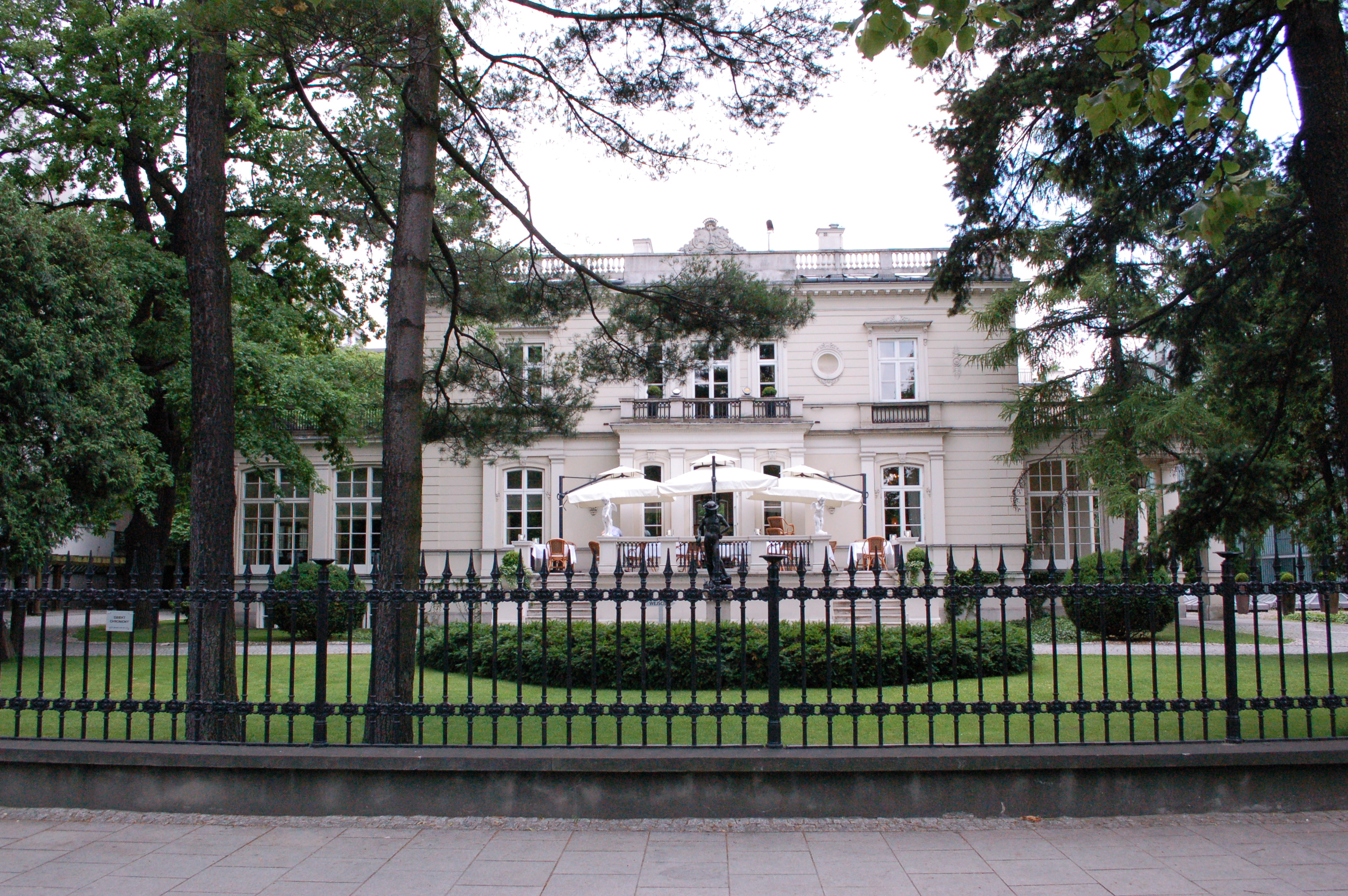
Der Sobański-Palast in Warschau ist Sitz des Klubs des Verbandes

Der Polska Rada Biznesu (deutsch: Polnischer Wirtschaftsrat) ist ein polnischer Verband von Eigentümern und Vorständen großer Unternehmen mit polnischem oder ausländischem Kapital. Der Verband wurde am 30. Mai 1992 in Kielce gegründet; der Sitz des vom Verband im Januar 1997 eingerichteten Klubs befindet sich in einem sanierten Palais in Warschau. Hier finden regelmäßig private wie geschäftliche Treffen der Mitglieder statt.
Die Verbandsgründer wollten eine Institution schaffen, die der Politik und Verwaltung als Ansprechpartner in wirtschaftlichen Fragen zur Verfügung stehen sollte. Dabei wird auf persönliche Kontakte der Mitglieder zu Entscheidungsträgern in den Regierungen aufgebaut. Der Verband ist unpolitisch. Im Januar 1999 entschieden die Mitglieder des Verbandes zur Vertretung ihrer Interessen als Arbeitgeber die Gründung der Polska Konfederacja Pracodawców Prywatnych Lewiatan zu unterstützen. Im April 2012 wurde erstmals der jährlich zu vergebende und nach dem verstorbenen Verbandsmitgründer und erstem Präsidenten Jan Wejchert benannte Preis Nagroda PRB im. Jana Wejcherta vergeben.
Derzeitiger Präsident ist Zbigniew Niemczycki. Chefvolkswirt des Verbandes ist Janusz Jankowiak.
Gründungsmitglieder:
| - Krzysztof Białowolski - Piotr Büchner - Andrzej Czernecki - Willy Delvaux - Mirosław Drzewiecki - Zofia Gaber | - Januariusz Gościmski - Wojciech Kruk - Jan Kulczyk - Feliks Kulikowski - Stefan Lewandowski - Zbigniew Niemczycki | - Kazimierz Pazgan - Jerzy Starak - Jarosław Ulatowski - Jan Wejchert - Witold Zaraska |

Als Ehrengäste waren zur Gründungsveranstaltung Samuel Maury, der Geschäftsführer des US-amerikanischen Business Roundtables sowie Barbara Lundberg, die damalige Chefin des American Enterprise Fund, eingeladen.